# Râfov
Râfov est une commune roumaine du județ de Prahova, dans la région historique de Valachie et dans la région de développement du Sud.

## Géographie
La commune de Râfov est située dans le sud du județ, sur les rivières Teleajen et Prahova, dans la plaine valaque, à 15 km au sud-est de Ploiești, le chef-lieu du județ.
La municipalité est composée des neuf villages suivants (population en 1992) :
- Antofiloaia (200) ;
- Buchilași (129) ;
- Buda (1 139) ;
- Goga (535) ;
- Mălăiești (770) ;
- Moara Domnească (911) ;
- Palanca (1 189) ;
- Râfov (351), siège de la commune ;
- Sicrita (471).

## Politique
| Parti | Parti                                                 | Sièges |
| ----- | ----------------------------------------------------- | ------ |
|       | Parti social-démocrate (PSD)                          | 10     |
|       | Parti national libéral (PNL)                          | 3      |
|       | Parti Mouvement populaire (PMP)                       | 1      |
|       | Union nationale pour le progrès de la Roumanie (UNPR) | 1      |

## Religions
En 2002, la composition religieuse de la commune était la suivante :
- Chrétiens orthodoxes, 99,51 %.

## Démographie
En 2002, la commune comptait 5 480 Roumains (98,04 %) et 104 Tsiganes (1,86 %). On comptait à cette date 1 847 ménages et 1 785 logements.
| 1992  | 2002  | 2007  |
| ----- | ----- | ----- |
| 5 695 | 5 589 | 5 426 |

## Économie
L'économie de la commune repose sur l'agriculture et l'élevage.

## Communications

### Routes
La route régionale DJ101D se dirige vers Ploiești au nord-ouest et vers Olari au sud-est tandis que la DJ139 mène à la route nationale DN1 et à Puchenii Mari au sud ainsi qu'à Berceni au nord.

### Voies ferrées
Râfov possède une halte sur la ligne de chemin de fer Ploiești-Urziceni.

## Lieux et monuments
- Râfov, église St Nicolas datant de 1742.

- Râfov, manoir Costache Cantacuzino du XVIIIe siècle.